# Men with Wings
Men with Wings is een Amerikaanse dramafilm uit 1938 onder regie van William A. Wellman. Destijds werd de film in Nederland uitgebracht onder de titel Mannen met vleugels.

## Verhaal
Pat Falconer en Scott Barnes zijn twee luchtvaartpioniers. Pat is een roekeloze waaghals en Scott veeleer een berekende wetenschapper. Ondanks hun contrasterende karakters ontstaat er een hechte vriendschap.

## Rolverdeling
| Acteur            | Personage              |
| ----------------- | ---------------------- |
| Fred MacMurray    | Pat Falconer           |
| Ray Milland       | Scott Barnes           |
| Louise Campbell   | Peggy Ranson           |
| Andy Devine       | Joe Gibbs              |
| Lynne Overman     | Hank Rinebow           |
| Porter Hall       | Hiram F. Jenkins       |
| Walter Abel       | Nick Ranson            |
| Kitty Kelly       | Martha Ranson          |
| Virginia Weidler  | Peggy Ranson (8 jaar)  |
| Donald O'Connor   | Pat Falconer (10 jaar) |
| Billy Cook        | Scott Barnes (10 jaar) |
| James Burke       | J.A. Nolan             |
| Willard Robertson | Kolonel Hadley         |
| Dennis Morgan     | Galton                 |
| Frank Clarke      | Burke                  |